# آمیگورومی

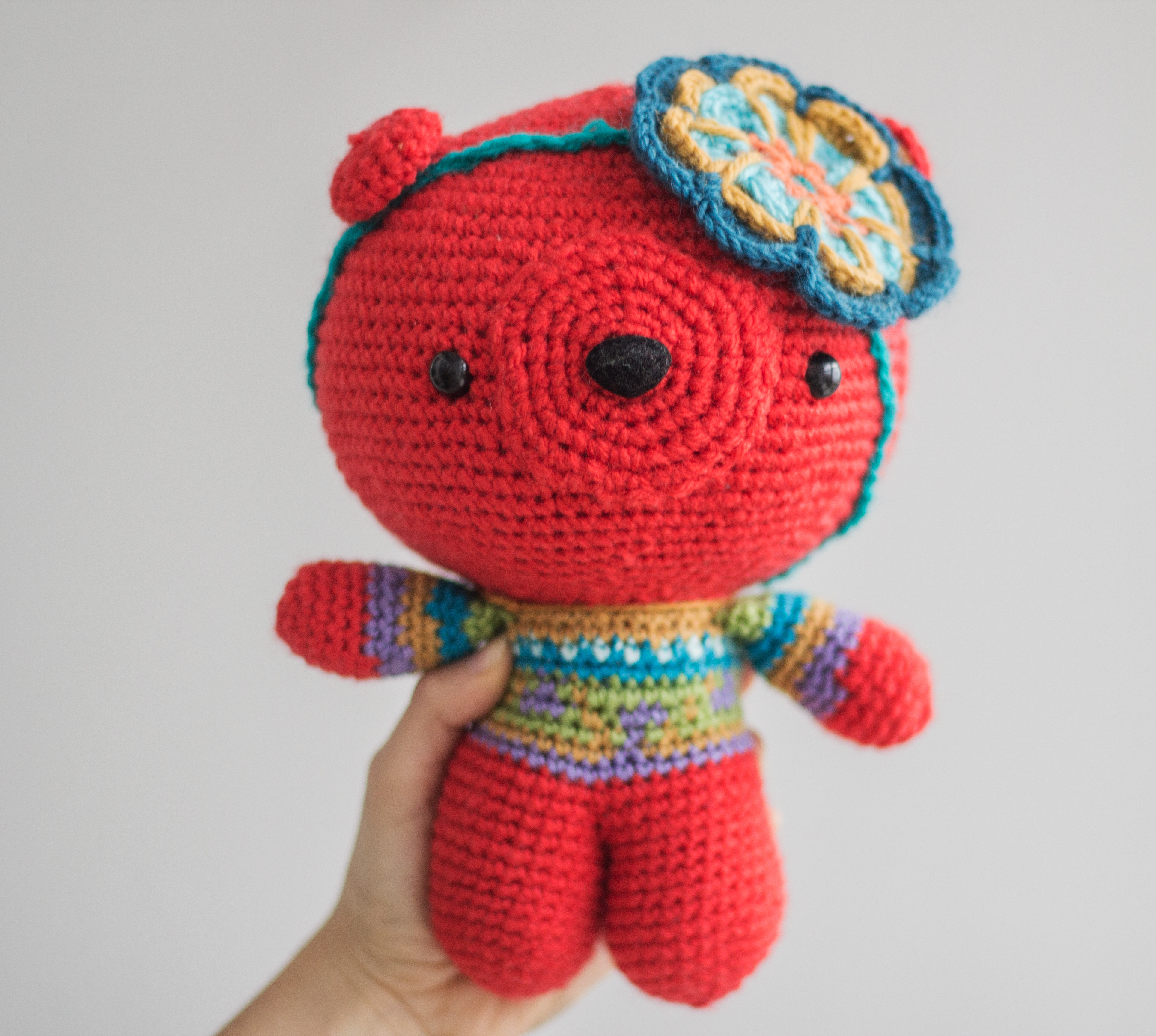
خرس آمیگورومی

آمیگورومی (به ژاپنی: 編みぐるみ Amigurumi) در ژاپن به عروسک‌های بافته شده که به روش بافندگی یا قلاب‌دوزی تهیه می‌شوند، گفته می‌شود. 
آمیگورومی واژه ای ژاپنی است که از ترکیب دو واژه ی “آمی” (بافتن با قلاب یا میل) و “نوارو” (عروسک یا موجودات کوچک) ساخته شده است. آمیگورومی ها اغلب عروسک های کوچکی هستند که با قلاب بافی یا بافتنی, بافته می شوند و می توانند اشکال مختلفی داشته باشند؛ از حیوانات بامزه گرفته تا شخصیت های خیالی یا حتی اشیای روزمره.

### ریشه های تاریخی آمیگورومی
هرچند آمیگورومی در نگاه اول یک پدیده ی مدرن به نظر می رسد، اما پیشینه ی آن به قرون گذشته بازمی گردد. بافتنی و قلاب بافی از قرن ها پیش در ژاپن رایج بوده اند و نخستین نمونه های عروسک های بافتنی نیز در دوران دوره ی ادو (قرن هفدهم تا نوزدهم میلادی) دیده شده است. در آن زمان، سامورایی ها از تکنیک های بافت برای ساخت کیسه ها و تزئینات استفاده می کردند. این مهارت به مرور زمان به ساخت اشیای تزیینی و در نهایت به خلق عروسک ها و موجودات کوچک تبدیل شد.